# Câmpulung la Tisa
Câmpulung la Tisa, česky dříve také Dragos´ Voda (maďarsky Hosszúmező; ukrajinsky Довге Поле, rusínsky Dolho Pole), je obec v župě Maramureš v Rumunsku. Obec leží na levém břehu řeky Tisy, na hranici s Ukrajinou, naproti obci Hrušovo (Ukrajina).
Při sčítání lidu v roce 2011 zde žilo 2485 obyvatel (71,4 % tvořili Maďaři, 23,7 % Rumuni, 3,9 % Romové a 0,9 % Ukrajinci).

## Osobnosti
- Mikola Dolinaj (1894–1970), lékař, ministr ve vládě Júlia Révaye[3]